# Pujolar (Vic)
Pujolar és una masia de Vic (Osona) protegida com a Bé Cultural d'Interès Local.

## Descripció
Edifici civil. Masia de planta rectangular coberta a dues vessants. És una casa de grans dimensions. La façana es troba orientada a migdia i té un portal dovellat. Consta de planta baixa, primer i segon pis, els quals ubiquen balcons i golfes respectivament. A la part dreta s'hi annexiona un cos de galeries que a la planta baixa formen grans arcades i al pis superior s'hi obren uns porxos amb quatre arcades sostingudes per pilars de pedra, la volta dels arcs és de maó i el cos és sostingut per uns interessants cavalls de fusta, sota teulada. Adossat a aquest cos hi ha una capella.
La capella és de nau única amb l'absis poligonal orientat a tramuntana. Coberta interiorment amb volta de creueria, als peus hi ha el cor, al qual s'accedeix des del cos de porxos del mas. Està enfilada dalt d'un turonet rodejat per un mur. El portal és d'arc deprimit o convex i decorat per una espècie de frontó circular en el qual hi ha una fornícula que ubica una imatge: la Verge amb l'infant amb un dosseret amb forma de petxina al damunt. El frontó és decorat amb baix relleu on hi figuren uns xiprers i un sol. El capcer, triangular, és culminat per un petit campanar d'espadanya sense campana. És construïda amb pedra grisenca i vermellosa.
A la part superior del mas hi ha una eixida a nivell del primer pis que devia correspondre a l'antiga cisterna. En aquest sector hi ha un portal que tanca la lliça, avui enjardinada.

## Història
Segons els propietaris, les primeres notícies del mas daten del segle xii.
Al fogatge de la parròquia i terme de Sant Martí de Sentfores de l'any 1553 es troba Joan Pujolar com a habitant del mas.
El mas fou ampliat i reformat al segle xvii. Al segle següent se li afegí el cos de galeries que s'uneixen a la capella.
Malgrat mantenir-se el mateix llinatge familiar, el cognom Pujolar es va perdre al segle passat en casar-se una pubilla amb un tal Vilaplana. Són masoveries d'aquest, el Baró i el Castell.
La capella és dedicada a la Sagrada Família, segons la data de la façana, fou reformada o construïda al 1791, moment en què es construïren els porxos del mas i es degueren unir les dues construccions.Actualment és semi pública.